# The Voice Hrvatska (4. sezona)
The Voice Hrvatska je glazbeni reality talent show, dio franšize The Voice temeljen na nizozemskom showu The Voice of Holland.
Prijave za četvrtu sezonu bile su od 10. ožujka 2023. do 11. travnja 2023. Četvrta sezona je krenula sa prikazivanjem na Prvom programu HRT-a svaku subotu od 11. studenoga 2023. do 27. siječnja 2024.
Mentori četvrte sezone su Dino Jelusić, Vanna, Davor Gobac i Damir Urban, dok voditelji i ove sezone su Iva Šulentić i Ivan Vukušić.
Show je osvojio nagradu Zlatni studio za 2024. u kategoriji najbolja TV zabava. U tom povodu u emisiji je nastupio pobjednik natjecanja Martin Kosovec s pjesmom "Kud plovi ovaj brod" Radojke Šverko.

## Timovi
- Pobjednik / pobjednica
- Drugo mjesto
- Treće mjesto
- Četvrto mjesto
- Eliminirani u polufinalu
- Eliminirani u natjecanju uživo
- Preuzeti u dvoboju od drugog mentora
- Eliminirani u dvoboju
- Eliminirani u nokautima

| Mentori              | Natjecatelji (Top 40) | Natjecatelji (Top 40)   | Natjecatelji (Top 40) | Natjecatelji (Top 40) | Natjecatelji (Top 40) | Natjecatelji (Top 40) |
| -------------------- | --------------------- | ----------------------- | --------------------- | --------------------- | --------------------- | --------------------- |
| Dino Jelusić         |                       |                         |                       |                       |                       |                       |
| Jakov Peruško Rihtar | Natali Radovčić       | Duška Brčić Šušak       | Marko Vukić           | Martin Kosovec        | Karla Jovanović       |                       |
| Martina Bakić        | Borna Brkić           | Gabrijel Lukač          | Josip Juraga          | Karla Arković         |                       |                       |
| Vanna                |                       |                         |                       |                       |                       |                       |
| Martin Kosovec       | Sergej Božić          | Teo Kifer               | Laura Sučec           | Luka Novokmet         | Ivana Jukić           |                       |
| Dorian Stipčić       | Valeria Jacek         | Nensi Mitrović          | Dinela Kazalac        | Ivo Kralj             |                       |                       |
| Damir Urban          |                       |                         |                       |                       |                       |                       |
| Ana Širić            | Toni Šimonović        | Petar Brkljačić         | Ivana Jukić           | Natali Radovčić       | Lucija Stipanović     |                       |
| Danijela Hajdinak    | Marina Ramljak        | Aida Tokić              | Korina Olivia Rogić   | Ana Verunica          |                       |                       |
| Davor Gobac          |                       |                         |                       |                       |                       |                       |
| Luka Novokmet        | Sandro Bjelanović     | Gabriela Braičić        | Nikolina Stipić       | Luna Rajković         | Mario Pavlić          |                       |
| Fran Uccellini       | Filipa Dragin         | Maja Miklaužić Vahtarić | Nina Bencun-Kalac     | Patrik Lovrek         |                       |                       |

## Audicije
Svaki kandidat koji je prošao sva tri predizbora, nastupio je na audiciji. Mentori (žiri) su okrenuti leđima kandidatu dok pjeva, a ako se mentorima svidjela izvedba, okrenuli bi se prije kraja pjesme. Ako se kandidatu okrenuo samo jedan od mentora, on direktno ulazi u njegov tim. No, ako se kandidatu okrenulo dvoje ili više mentora, on je birao između okrenutih. Onima kojima se mentori nisu okrenuli, nisu prošli audiciju.
- ✔ Mentor je pritisnuo dugme "Moj glas!"
- ✘ Mentor je blokiran od strane drugog mentora.
- Kandidat se pridružio timu ovog mentora
- Kandidat je automatski dio tima ovog mentora
- Kandidat je eliminiran bez mentora koji je pritisnuo gumb
- Mentor je pritisnuo dugme "Moj glas!", ali ga je Dino blokirao
- Mentor je pritisnuo dugme "Moj glas!", ali ga je Vanna blokirala
- Mentor je pritisnuo dugme "Moj glas!", ali ga je Urban blokirao
- Mentor je pritisnuo dugme "Moj glas!", ali ga je Gobac blokirao

### Prva epizoda (11. studenoga)
| R.B | Izvođač            | Godine | Mjesto      | Pjesma                                 | Izbor mentora i izvođača | Izbor mentora i izvođača | Izbor mentora i izvođača | Izbor mentora i izvođača |
| R.B | Izvođač            | Godine | Mjesto      | Pjesma                                 | Dino                     | Vanna                    | Urban                    | Gobac                    |
| --- | ------------------ | ------ | ----------- | -------------------------------------- | ------------------------ | ------------------------ | ------------------------ | ------------------------ |
| 1   | Karla Jovanović    | 31     | Mostar      | "I Just Want to Make Love To You"      | ✔                        | ✔                        | –                        | ✔                        |
| 2   | Paolo Kaštelan     | 22     | Cres        | "Dobar dan"                            | –                        | –                        | –                        | –                        |
| 3   | Ana Verunica       | 23     | Mali Lošinj | "It's Man's Man's World"               | ✔                        | –                        | ✔                        | ✔                        |
| 4   | Fran Uccellini     | 20     | Zagreb      | "Man in the Mirror"                    | –                        | –                        | –                        | ✔                        |
| 5   | Romana Kalauz      | 31     | Dubrovnik   | "Oops!... I Did It Again"              | –                        | –                        | –                        | –                        |
| 6   | Ivana Jukić        | 21     | Posušje     | "Stine"                                | –                        | ✔                        | –                        | –                        |
| 7   | Danijela Hajdinjak | 23     | Rijeka      | "Make You Feel My Love"                | ✔                        | ✔                        | ✔                        | ✔                        |
| 8   | Ema Žiher          | 24     | Varaždin    | "Toxic"                                | –                        | –                        | –                        | –                        |
| 9   | Sandro Bjelanović  | 24     | Novska      | "Break On Through (to the Other Side)" | –                        | –                        | –                        | ✔                        |
| 10  | Borna Brkić        | 25     | Zagreb      | "Vienna"                               | ✔                        | –                        | –                        | –                        |
| 11  | Katarina Perić     | 22     | Zagreb      | "I'll Be Waiting"                      | –                        | –                        | –                        | –                        |
| 12  | Sergej Božić       | 19     | Rijeka      | "Ružica si bila"                       | ✔                        | ✔                        | ✔                        | –                        |

### Druga epizoda (18. studenoga)
Mentori su otpjevali Massimovu pjesmu "Stranac u noći".
| R.B | Izvođač               | Godine | Mjesto   | Pjesma                                     | Izbor mentora i izvođača | Izbor mentora i izvođača | Izbor mentora i izvođača | Izbor mentora i izvođača |
| R.B | Izvođač               | Godine | Mjesto   | Pjesma                                     | Dino                     | Vanna                    | Urban                    | Gobac                    |
| --- | --------------------- | ------ | -------- | ------------------------------------------ | ------------------------ | ------------------------ | ------------------------ | ------------------------ |
| 1   | Ante Zuanović         | 25     | Zagreb   | "Pismo ćali"                               | –                        | –                        | –                        | –                        |
| 2   | Gabriela Braičić      | 18     | Duće     | "Ain't No Way"                             | ✔                        | ✔                        | ✘                        | ✔                        |
| 3   | Teo Kifer             | 25     | Rajsavac | "Bless the Broken Road"                    | –                        | ✔                        | –                        | –                        |
| 4   | Nora Bago             | 25     | Split    | "Don't Know Why"                           | –                        | –                        | –                        | –                        |
| 5   | Martin Kosovec        | 18     | Zagreb   | "My Way"                                   | ✔                        | ✔                        | ✔                        | –                        |
| 6   | Anđela Grubišin Ković | 33     | Tribunj  | "I Never Loved a Man (the Way I Love You)" | –                        | –                        | –                        | –                        |
| 7   | Lucija Stipanović     | 20     | Kostrena | "To Be Loved"                              | ✔                        | ✔                        | ✔                        | ✔                        |
| 8   | Mario Pavlić          | 35     | Zagreb   | "Burning Love"                             | –                        | –                        | –                        | ✔                        |
| 9   | Sara Mustapić         | 27     | Imotski  | "Zemlja i stina"                           | –                        | –                        | –                        | –                        |
| 10  | Karla Arković         | 19     | Split    | "Stand Up"                                 | ✔                        | ✔                        | –                        | –                        |
| 11  | Aida Tokić            | 21     | Rijeka   | "All I Ask"                                | –                        | –                        | ✔                        | –                        |
| 12  | Ivo Kralj             | 26     | Solin    | "Blackbird"                                | –                        | ✔                        | –                        | –                        |

### Treća epizoda (25. studenoga)
Tijekom emisije Dino i Davor su odpjevali pjesmu "Ramona" od Psihomodo Popa.
| R.B | Izvođač                 | Godine | Mjesto        | Pjesma                   | Izbor mentora i izvođača | Izbor mentora i izvođača | Izbor mentora i izvođača | Izbor mentora i izvođača |
| R.B | Izvođač                 | Godine | Mjesto        | Pjesma                   | Dino                     | Vanna                    | Urban                    | Gobac                    |
| --- | ----------------------- | ------ | ------------- | ------------------------ | ------------------------ | ------------------------ | ------------------------ | ------------------------ |
| 1   | Filipa Dragin           | 25     | Makarska      | "Don't Cry For Love"     | –                        | –                        | –                        | ✔                        |
| 2   | Jakov Peruško Rihtar    | 21     | Zagreb        | "Arms of the Woman"      | ✔                        | ✔                        | ✘                        | ✔                        |
| 3   | Tea Dominković          | 21     | Zagreb        | "Ako me nosiš na duši"   | –                        | –                        | –                        | –                        |
| 4   | Luka Novokmet           | 26     | Zagreb        | "You Do Something To Me" | –                        | ✔                        | –                        | –                        |
| 5   | Martina Bakić           | 21     | Imotski       | "Nutbush City Limits"    | ✔                        | –                        | –                        | ✔                        |
| 6   | Ravena Posavec          | 19     | Sveta Nedelja | "Dancing With The Devil" | –                        | –                        | –                        | –                        |
| 7   | Dorian Stipčić          | 24     | Varaždin      | "This City"              | –                        | ✔                        | ✔                        | –                        |
| 8   | Ana Širić               | 24     | Zagreb        | "If I Can Dream"         | ✔                        | ✔                        | ✔                        | ✔                        |
| 9   | Mateo Horvat            | 22     | Zadar         | "Demons"                 | –                        | –                        | –                        | –                        |
| 10  | Maja Miklaužić Vahtarić | 33     | Kumrovec      | "At Last"                | –                        | –                        | –                        | ✔                        |
| 11  | Petar Brkljačić         | 32     | Zagreb        | "More snova"             | ✔                        | ✔                        | ✔                        | –                        |
| 12  | Dario Belić             | 37     | Jelsa         | "Granada"                | –                        | –                        | –                        | –                        |

### Četvrta epizoda (2. prosinca)
| R.B | Izvođač               | Godine | Mjesto     | Pjesma                   | Izbor mentora i izvođača | Izbor mentora i izvođača | Izbor mentora i izvođača | Izbor mentora i izvođača |
| R.B | Izvođač               | Godine | Mjesto     | Pjesma                   | Dino                     | Vanna                    | Urban                    | Gobac                    |
| --- | --------------------- | ------ | ---------- | ------------------------ | ------------------------ | ------------------------ | ------------------------ | ------------------------ |
| 1   | Natali Radovčić       | 20     | Žbandaj    | "She Used To Be Mine"    | –                        | ✔                        | ✔                        | –                        |
| 2   | Sandro Capar          | 27     | Lekenik    | "You Can Have the Crown" | –                        | –                        | –                        | –                        |
| 3   | Duška Brčić Šušak     | 24     | Sinj       | "I See Red"              | ✔                        | ✔                        | ✔                        | ✔                        |
| 4   | Nina Bencun – Kalac   | 35     | Zadar      | "All About That Bass"    | ✔                        | –                        | –                        | ✔                        |
| 5   | Leon Lasić            | 28     | Mostar     | "Everytime You Go Away"  | –                        | –                        | –                        | –                        |
| 6   | Patrik Lovrek         | 23     | Koprivnica | "Legendary"              | –                        | ✔                        | –                        | ✔                        |
| 7   | Valeria Jacek         | 23     | Đakovo     | "One Night Only"         | –                        | ✔                        | –                        | –                        |
| 8   | Laura Sučec           | 23     | Mošćenica  | "Molitva za Magdalenu"   | ✔                        | ✔                        | ✔                        | ✔                        |
| 9   | Donna Danijela Dragun | 23     | Ilok       | "Love On the Brain"      | –                        | –                        | –                        | –                        |
| 10  | Marko Vukić           | 28     | Dubrovnik  | "Majko zemljo"           | ✔                        | –                        | –                        | ✔                        |
| 11  | Toni Šimonović        | 27     | Zagreb     | "Gravity"                | –                        | ✔                        | ✔                        | –                        |

### Peta epizoda (9. prosinca)
| R.B | Izvođač             | Godine | Mjesto                    | Pjesma                        | Izbor mentora i izvođača | Izbor mentora i izvođača | Izbor mentora i izvođača | Izbor mentora i izvođača |
| R.B | Izvođač             | Godine | Mjesto                    | Pjesma                        | Dino                     | Vanna                    | Urban                    | Gobac                    |
| --- | ------------------- | ------ | ------------------------- | ----------------------------- | ------------------------ | ------------------------ | ------------------------ | ------------------------ |
| 1   | Korina Olivia Rogić | 21     | Zagreb                    | "Runnin' (Lose It All)"       | ✔                        | ✘                        | ✔                        | –                        |
| 2   | Maja i Ivan Kolić   | n/n    | Zagreb                    | "If You Dont Know Me By Now"  | –                        | –                        | –                        | –                        |
| 3   | Nikolina Stipić     | 21     | Jalševec Nartski, Rugvica | "Tamo gdje je sve po mom"     | –                        | –                        | –                        | ✔                        |
| 4   | Josip Juraga        | 26     | Murter                    | "Seven Nation Army"           | ✔                        | –                        | –                        | ✔                        |
| 5   | Dora Blažević       | 22     | Punat                     | "Born This Way"               | –                        | –                        | –                        | –                        |
| 6   | Dinela Kazalac      | 18     | Karojba                   | "Stone Cold"                  | ✔                        | ✔                        | –                        | –                        |
| 7   | Luna Rajković       | 20     | Zagreb                    | "Padam, Padam"                | –                        | –                        | –                        | ✔                        |
| 8   | Barbara Vlainić     | 24     | Osijek                    | "That's Life"                 | –                        | –                        | –                        | –                        |
| 9   | Marina Ramljak      | 23     | Virovitica                | "The House of the Rising Sun" | ✘                        | –                        | ✔                        | –                        |
| 10  | Gabrijel Lukač      | 35     | Zagreb                    | "Skin"                        | ✔                        | ✔                        | –                        | –                        |
| 11  | Nensi Mitrović      | 24     | Pula                      | "If I Ain't Got You"          | –                        | ✔                        | –                        | –                        |

## Nokauti
Mentori odabiru 24 natjecatelja (svaki mentor po njih 6) koji nastavljaju natjecanje u sljedećem krugu – dvoboju. Mentori suprotstavljaju natjecatelje iz svojeg tima koji, jedan za drugim, pjevaju po jednu pjesmu (svaki mentor po 10 natjecatelja). Nakon izvedbe natjecatelja iz njegovog tima, mentor u svakoj emisiji nokauta mora odabrati: najmanje jednog natjecatelja koji nastavlja natjecanje u sljedećem krugu – dvoboju, najmanje jednog natjecatelja koji ispada iz daljnjeg natjecanja u showu, te najviše jednog natjecatelja za finale nokauta. U finalnoj emisiji nokauta u slučaju da mentor nije odabrao 6 natjecatelja koji sudjeluju u sljedećem krugu – dvoboju, mentor poziva najviše tri natjecatelja i mora odabrati one koji nastavljaju natjecanje u sljedećem krugu – dvoboju.
- Natjecatelj je osvojio Nokaut i nastavlja natjecanje u Dvoboju
- Natjecatelj je spašen za finale Nokauta
- Natjecatelj je izgubio nokaut i eliminiran je iz daljnjeg natjecanja

### Šesta epizoda (16. prosinca)
| R.B | Mentor | Natjecatelj       | Pjesma                         | Rezultat    |
| --- | ------ | ----------------- | ------------------------------ | ----------- |
| 1   | Vanna  | Ivo Kralj         | "It's Probably Me"             | Eliminiran  |
| 2   | Vanna  | Ivana Jukić       | "Opusti se"                    | Prolaz      |
| 3   | Vanna  | Sergej Božić      | "Ti moje jedino drago"         | Prolaz      |
| 4   | Dino   | Duška Brčić Šušak | "Weak"                         | Prolaz      |
| 5   | Dino   | Karla Arković     | "Ain't Nobody"                 | Eliminirana |
| 6   | Dino   | Karla Jovanović   | "Ne prepoznajem ga"            | Prolaz      |
| 7   | Dino   | Marko Vukić       | "Ready for Love"               | Spašen      |
| 8   | Gobac  | Filipa Dragin     | "Mercy On Me"                  | Spašen      |
| 9   | Gobac  | Fran Uccellini    | "Clown"                        | Prolaz      |
| 10  | Gobac  | Patrik Lovrek     | "The Pretender"                | Eliminiran  |
| 11  | Urban  | Ana Verunica      | "Wicked Game"                  | Eliminiran  |
| 12  | Urban  | Petar Brkljačić   | "Tišina"                       | Prolaz      |
| 13  | Urban  | Lucija Stipanović | "Something's Got A Hold On Me" | Prolaz      |

### Sedma epizoda (23. prosinca)
| R.B | Mentor | Natjecatelj          | Pjesma                  | Rezultat   |
| --- | ------ | -------------------- | ----------------------- | ---------- |
| 1   | Urban  | Natali Radovčić      | "Shallow"               | Prolaz     |
| 2   | Urban  | Marina Ramljak       | "Love Is A Losing Game" | Spašen     |
| 3   | Urban  | Korina Olivia Rogić  | "Rise Up"               | Eliminiran |
| 4   | Urban  | Ana Širić            | "Nights in White Satin" | Prolaz     |
| 5   | Dino   | Borna Brkić          | "Moonage Daydream"      | Spašen     |
| 6   | Dino   | Jakov Peruško Rihtar | "Let's Get It On"       | Prolaz     |
| 7   | Dino   | Josip Juraga         | "Use Somebody"          | Eliminiran |
| 8   | Vanna  | Luka Novokmet        | "Don't Let Me Down"     | Prolaz     |
| 9   | Vanna  | Dinela Kazalac       | "Il treno per genova"   | Eliminiran |
| 10  | Vanna  | Dorian Stipčić       | "Dan koji se pamti"     | Spašen     |
| 11  | Gobac  | Nina Bencun-Kalac    | "Black Velvet"          | Eliminiran |
| 12  | Gobac  | Gabriela Braičić     | "Ima jedan svijet"      | Prolaz     |
| 13  | Gobac  | Luna Rajković        | "Dernière Danse"        | Prolaz     |
| 14  | Gobac  | Mario Pavlić         | "Beautiful Day"         | Prolaz     |

### Osma epizoda (30. prosinca)
| R.B | Mentor | Natjecatelj             | Pjesma                          | Rezultat   |
| --- | ------ | ----------------------- | ------------------------------- | ---------- |
| 1   | Gobac  | Sandro Bjelanović       | "Lonely Boy"                    | Prolaz     |
| 2   | Gobac  | Nikolina Stipić         | "Jovano Jovanke"                | Spašen     |
| 3   | Gobac  | Maja Miklaužić Vahtarić | "Angel"                         | Eliminiran |
| 4   | Dino   | Martina Bakić           | "Baby Love"                     | Prolaz     |
| 5   | Dino   | Gabrijel Lukač          | "I'll Never Fall In Love Again" | Eliminiran |
| 6   | Dino   | Martin Kosovec          | "Like A Stone"                  | Prolaz     |
| 7   | Vanna  | Valeria Jacek           | "Oprosti mi"                    | Spašen     |
| 8   | Vanna  | Laura Sučec             | "Teške boje"                    | Prolaz     |
| 9   | Vanna  | Teo Kifer               | "Say You Won't Let Go"          | Prolaz     |
| 10  | Vanna  | Nensi Mitrović          | "Da znaš"                       | Eliminiran |
| 11  | Urban  | Toni Šimonović          | "Sono solo parole"              | Prolaz     |
| 12  | Urban  | Aida Tokić              | "Jelaous"                       | Eliminiran |
| 13  | Urban  | Danijela Hajdinjak      | "Always Remember Us This Way"   | Spašen     |

##### Dodatna runda Nokauta
| R.B | Mentor | Natjecatelj        | Rezultat   |
| --- | ------ | ------------------ | ---------- |
| 1   | Gobac  | Filipa Dragin      | Eliminiran |
| 2   | Gobac  | Nikolina Stipić    | Prolaz     |
| 3   | Dino   | Marko Vukić        | Prolaz     |
| 4   | Dino   | Borna Brkić        | Eliminiran |
| 5   | Vanna  | Dorian Stipčić     | Prolaz     |
| 6   | Vanna  | Valeria Jacek      | Eliminiran |
| 7   | Urban  | Marina Ramljak     | Eliminiran |
| 8   | Urban  | Danijela Hajdinjak | Prolaz     |

## Dvoboj
Dvoboj se sastoji od jedne emisije tijekom koje će mentori odabrati 16 natjecatelja (svaki mentor po četiri, i to tri natjecatelja nakon dvoboja i jednog preuzetog natjecatelja) koji nastavljaju natjecanje u sljedećem krugu – natjecanje uživo. Tijekom dvoboja mentori suprotstavljaju po dva natjecatelja iz svog tima koji pjevaju u duetu istu pjesmu (tri dueta za svaki tim, odnosno mentora). Odmah nakon izvedbe dueta mentori moraju odabrati po jednog natjecatelja iz svakog dueta za natjecanje uživo. Natjecatelja kojeg mentor ne odabere za nastavak natjecanja može preuzeti jedan od preostala tri mentora. Svaki mentor može preuzeti samo jednog natjecatelja tijekom dvoboja. U slučaju da je više od jednog mentora odabralo istog natjecatelja, mentora izabire natjecatelj.

### Deveta epizoda (6. siječnja)
- Natjecatelj je pobijedio u dvoboju i nastavlja natjecanje u emisijama uživo
- Natjecatelj je izgubio u dvoboju
- Natjecatelj je izgubio u dvoboju, ali ga je preuzeo drugi mentor u svoj tim

| R.B | Mentor | Natjecatelji         | Natjecatelji    | Pjesma                           | Preuzeo natjecatelja | Preuzeo natjecatelja | Preuzeo natjecatelja | Preuzeo natjecatelja |
| R.B | Mentor | Natjecatelji         | Natjecatelji    | Pjesma                           | Dino                 | Vanna                | Urban                | Gobac                |
| --- | ------ | -------------------- | --------------- | -------------------------------- | -------------------- | -------------------- | -------------------- | -------------------- |
| 1   | Vanna  | Dorian Stipčić       | Laura Sučec     | "Drivers License"                | –                    | –                    | –                    | –                    |
| 2   | Urban  | Natali Radovčić      | Petar Brkljačić | "Ima nešto u tim što me nećeš"   | ✔                    | –                    | –                    | ✘                    |
| 3   | Dino   | Marko Vukić          | Martin Kosovec  | "Let The Sunshine In"            | Tim popunjen         | ✔                    | –                    | –                    |
| 4   | Gobac  | Gabriela Braičić     | Fran Uccellini  | "Come neve"                      | Tim popunjen         | Tim popunjen         | –                    | –                    |
| 5   | Dino   | Duška Brčić Šušak    | Martina Bakić   | "It's All Coming Back To Me Now" | Tim popunjen         | Tim popunjen         | –                    | –                    |
| 6   | Urban  | Danijela Hajdinjak   | Toni Šimonović  | "Creep"                          | Tim popunjen         | Tim popunjen         | –                    | –                    |
| 7   | Gobac  | Sandro Bjelanović    | Mario Pavlić    | "Beggin' "                       | Tim popunjen         | Tim popunjen         | –                    | –                    |
| 8   | Vanna  | Ivana Jukić          | Sergej Božić    | "Lift Me Up"                     | Tim popunjen         | Tim popunjen         | ✔                    | –                    |
| 9   | Urban  | Lucija Stipanović    | Ana Širić       | "Imagine"                        | Tim popunjen         | Tim popunjen         | Tim popunjen         | –                    |
| 10  | Gobac  | Luna Rajković        | Nikolina Stipić | "Vino i gitare"                  | Tim popunjen         | Tim popunjen         | Tim popunjen         | –                    |
| 11  | Vanna  | Luka Novokmet        | Teo Kifer       | "The Loneliest"                  | Tim popunjen         | Tim popunjen         | Tim popunjen         | ✔                    |
| 12  | Dino   | Jakov Peruško Rihtar | Karla Jovanović | "Higher Love"                    | Tim popunjen         | Tim popunjen         | Tim popunjen         | Tim popunjen         |

## Natjecanje uživo
Natjecanje uživo sastoji se od tri emisije, i to: jednog natjecanja uživo, jedne polufinalne i jedne finalne emisije uživo.
- Natjecatelj je spašen od strane gledatelja
- Natjecatelj je spašen od strane mentora
- Natjecatelj je eliminiran

### Deseta epizoda: Natjecanje (13. siječnja)
Natječu se 16 natjecatelja; natjecanje napušta njih 8. Nastupe ocjenjuju isključivo gledatelji telefonskim glasovanjem.
| Mentor       | R.B | Natjecatelj          | Pjesma                      | Rezultat        |
| ------------ | --- | -------------------- | --------------------------- | --------------- |
| Dino Jelusić | 1   | Duška Brčić Šušak    | "Ništa nova"                | Eliminiran      |
| Dino Jelusić | 2   | Jakov Peruško Rihtar | "Samo pričaj"               | Dino odabrao    |
| Dino Jelusić | 3   | Natali Radovčić      | "Dođi"                      | Glasala publika |
| Dino Jelusić | 4   | Marko Vukić          | "Zelenu granu s tugom žuta" | Eliminiran      |
| Davor Gobac  | 5   | Gabriela Braičić     | "Alone"                     | Eliminiran      |
| Davor Gobac  | 6   | Sandro Bjelanović    | "Psycho Killer"             | Gobac odabrao   |
| Davor Gobac  | 7   | Nikolina Stipić      | "No Time To Die"            | Eliminiran      |
| Davor Gobac  | 8   | Luka Novokmet        | "Lažu fotografije"          | Glasala publika |
| Vanna        | 9   | Laura Sučec          | "Kad zaspu anđeli (ostani)" | Eliminiran      |
| Vanna        | 10  | Sergej Božić         | "Ima neka tajna veza"       | Vanna odabrala  |
| Vanna        | 11  | Martin Kosovec       | "Tvoja zemlja"              | Glasala publika |
| Vanna        | 12  | Teo Kifer            | "Ni u tvome srcu"           | Eliminiran      |
| Urban        | 13  | Ivana Jukić          | "Da je tuga snijeg"         | Eliminiran      |
| Urban        | 14  | Petar Brkljačić      | "Angels"                    | Eliminiran      |
| Urban        | 15  | Toni Šimonović       | "Tears In Heaven"           | Urban odabrao   |
| Urban        | 16  | Ana Širić            | "Dušo moja"                 | Glasala publika |

### Jedanaesta epizoda: Polufinale (20. siječnja)
Natječu se 8 natjecatelja, a natjecanje napuštaju njih 4. Nastupe ocjenjuju isključivo gledatelji telefonskim glasovanjem.
| Mentor | R.B | Natjecatelj          | Pjesma                           | Rezultat        |
| ------ | --- | -------------------- | -------------------------------- | --------------- |
| Urban  | 1   | Ana Širić            | "Used To Be Young"               | Glasala publika |
| Urban  | 2   | Toni Šimonović       | "Never Tear Us Apart"            | Eliminiran      |
| Gobac  | 3   | Luka Novokmet        | "Sledgehammer"                   | Glasala publika |
| Gobac  | 4   | Sandro Bjelanović    | "Crazy Little Thing Called Love" | Eliminiran      |
| Dino   | 5   | Natali Radovčić      | "Caruso"                         | Eliminiran      |
| Dino   | 6   | Jakov Peruško Rihtar | "Dva put san umra"               | Glasala publika |
| Vanna  | 7   | Martin Kosovec       | "Unchained Melody"               | Glasala publika |
| Vanna  | 8   | Sergej Božić         | "Još i danas zamiriše trešnja"   | Eliminiran      |

### Dvanaesta epizoda: Finale (27. siječnja)
Natječu se 4 natjecatelja i proglašava se pobjednik. Nastupe ocjenjuju isključivo gledatelji telefonskim glasovanjem.
| Mentor | Natjecatelj          | R.B | Audicijska pjesma        | R.B | Pjesma                    | Rezultat         |
| ------ | -------------------- | --- | ------------------------ | --- | ------------------------- | ---------------- |
| Dino   | Jakov Peruško Rihtar | 1   | "Arms of the Woman"      | 5   | "Ostala si uvijek ista"   | Četvrtoplasirani |
| Vanna  | Martin Kosovec       | 2   | "My Way"                 | 6   | "Sjaj u tami"             | Prvoplasirani    |
| Urban  | Ana Širić            | 3   | "If I Can Dream"         | 7   | "Da sam ja netko"         | Drugoplasirani   |
| Gobac  | Luka Novokmet        | 4   | "You Do Something To Me" | 8   | "Pokreni se (Izmjeni se)" | Trećeplasirani   |

## Unutarnje poveznice
- The Voice Hrvatska (1. sezona)
- The Voice Hrvatska (2. sezona)
- The Voice Hrvatska (3. sezona)
- The Voice Hrvatska
- The Voice Kids Hrvatska